# (1617) Alschmitt
(1617) Alschmitt es un asteroide perteneciente al cinturón de asteroides descubierto por Louis Boyer el 20 de marzo de 1952 desde el observatorio de Argel-Bouzaréah, Argelia.

## Designación y nombre
Alschmitt fue designado al principio como 1952 FB.
Más adelante se nombró en honor del astrónomo francés Alfred Schmitt (1907-1973).

## Características orbitales
Alschmitt orbita a una distancia media del Sol de 3,199 ua, pudiendo alejarse hasta 3,609 ua. Su excentricidad es 0,1283 y la inclinación orbital 13,27°. Emplea 2090 días en completar una órbita alrededor del Sol.